# Horloge logique
 (mai 2023).
Si vous disposez d'ouvrages ou d'articles de référence ou si vous connaissez des sites web de qualité traitant du thème abordé ici, merci de compléter l'article en donnant les références utiles à sa vérifiabilité et en les liant à la section « Notes et références ».
Une horloge logique est un dispositif logiciel qui sert à établir et mesurer une notion de temps établie selon la relation de causalité arrivé-avant dans un système réparti asynchrone. Différents types d'horloges logiques existent et fournissent plus ou moins d'information sur la causalité.